# Верхнее Валуево
Ве́рхнее Валу́ево — деревня в Новомосковском административном округе Москвы (до 1 июля 2012 года была в составе Ленинского района Московской области). Административный центр поселения Филимонковское.

## Население
Согласно Всероссийской переписи, в 2002 году в деревне проживало 72 человека (31 мужчина и 41 женщина). По данным на 2005 год в деревне проживало 53 человека.

## Расположение
Деревня Верхнее Валуево находится примерно в 2 км к югу от центра города Московский, в 15 км от города Щербинка в 26 км от Москвы, в 2 км от аэропорта Внуково. Ближайшие сельские населённые пункты — посёлок Валуево и деревня Нижнее Валуево.

## Достопримечательности
Рядом в посёлке Валуево находится усадьба Алексея Ивановича Мусина-Пушкина — памятник архитектуры федерального значения. Усадебный комплекс был построен в классицистическом стиле и сохранился почти полностью, за исключением снесенной церкви в 1920-х годах. Дьяк Григорий Валуев, в честь которого была названа усадьба, был знаменитым персонажем Смутного времени. Он известен тем, что убил Лжедмитрия I и освободил из польского плена патриарха Филарета Романова, отца первого государя новой династии — Михаила Романова.
Сохранившиеся здания были построены при его владельце Мусине-Пушкине, обер-прокуроре Синода, имевшем доступ к церковным архивам и собравшем уникальную коллекцию старинных текстов, документов и летописей. 
Парадные ворота усадьбы украшены колоннами тосканского ордена и скульптурами оленей, узорчатой оградой. Господский дом был построен в 1881 г. из дерева и отделан камнем из-за экономии Мусина-Пушкина. В круглом дворе перед домом расположены служебные постройки, используемые в настоящее время для проживания персонала санатория «Валуево». Центром симметричного парка служила снесённая церковь. Тропа, спускающаяся с холма, ведёт в каскаду прудов. Слева от тропы расположен охотничий домик, площадка перед ним является крышей грота, к входу в который ведут 2 полукруглые лестницы. Внутри — заросший мхом кирпич, из которого выложен свод с круглым отверстием как в римском Пантеоне. Отсюда открывает панорама долины реки Ликовки.